# راهوناویس
راهوناویس (نام علمی: Rahonavis) نام یک سرده از راسته خزنده‌کفلان است.